# Cyphostemma robynsii
Cyphostemma robynsii är en vinväxtart som först beskrevs av Jeanine Dewit, och fick sitt nu gällande namn av Descoings. Cyphostemma robynsii ingår i släktet Cyphostemma och familjen vinväxter. Inga underarter finns listade i Catalogue of Life.